# Франсуа Амлен
Франсуа Амлен (фр. François Hamelin; нар. 18 грудня 1986) — канадський ковзаняр, спеціаліст із шорт-треку, олімпійський чемпіон.
Франсуа Амлен — молодший брат олімпійського чемпіона Шарля Амлена. Їхній батько очолює канадську збірну з шорт-треку.
Свою золоту олімпійську медаль Франсуа виборов у Ванкувері в естафетній гонці на 5000 м.